# Campeonato Mundial de Ginástica Rítmica de 1987
O XIII Campeonato Mundial de Ginástica Rítmica transcorreu entre os dias 17 e 20 de setembro de 1987, na cidade de Varna, na Bulgária.